# なつのひかり。
『なつのひかり。』は、日本テレビシナリオ登龍門2003大賞受賞作品。2004年2月14日に日本テレビ系でテレビドラマとして放送された。

## ストーリー
舞台は下町の町工場。社長の木田武司は採算度外視の職人気質。工場の経理担当の冬柴雄一郎は金策に奔走しているが、なかなか新しい商品が開発できず、経営は苦しい。社員は家族のように工場の二階に同居している。雄一郎の娘、冬柴宏美は明るく、けなげな高校生で、若い職人の北原哲生に恋焦がれている。銀行から融資を断られた雄一郎は、娘にケーキを渡し、「保険金で借金を返してくれ」と遺書を残して自殺してしまう…。

## キャスト
- 冬柴宏美 - 相武紗季
- 北原哲生 - 内田朝陽
- 冬柴雄一郎 - モロ師岡
- 坂下清次(町工場社員) - 山崎満
- 阿部薫子(宏美の友人) - サエコ
- 冬柴洋子(雄一郎の妻) - 高橋ひとみ
- 木田武司 - 大杉漣

ほか

## スタッフ
- 脚本 - 山元直子
- 演出 - 渡部智明
- 監修 - 吉野洋
- プロデューサー - 長沼誠、大塚泰之
- チーフプロデューサー - 梅原幹
- 制作協力 - 三城
- 製作著作 - 日本テレビ

- 挿入歌 - aiko　※DVDでは挿入歌が異なっており、矢井田瞳の楽曲に差し替えられている。

「ジェット」 - オープニング
「ボーイフレンド」 - 冬柴宏美が持つ携帯電話の着メロとして
「オレンジな満月」
「赤いランプ」
「恋人」
「飛行機」 - エンディング

## DVD
- シナリオ登龍門2003　なつのひかり。 - 2007年10月24日発売、発売元・販売元：バップ